# Ibrahim Shaddad
Ibrahim Shaddad (* 1945 in Wadi Halfa, Anglo-Ägyptischer Sudan) ist ein sudanesischer Filmregisseur und Drehbuchautor.

## Leben
Shaddad studierte an der Deutschen Hochschule für Filmkunst in Potsdam-Babelsberg, die er mit dem Kurzfilm Jagdpartie abschloss. Der Film handelt von einer rassistischen Hetzjagd, bei der ein Schwarzer durch die Wälder von Brandenburg gejagt wird.
In den späten 1970er und frühen 1980er Jahren arbeitete er in der Filmabteilung des Kulturministeriums des Sudan und war Mitherausgeber des Magazins CINEMA. Im April 1989 gründete er mit Suliman Elnour und Eltayeb Mahdi die Sudanese Film Group (SFG), um unabhängiger vom Staat agieren zu können. Zu dieser Zeit realisierte er seine bekanntesten Filme Jamal (deutsch „Kamel“) und Al Habil (deutsch „Das Seil“). In Jamal ist die Hauptfigur ein Kamel, welches in einer Sesammühle arbeitet, in Al Habil zwei Blinde und ein Esel, die durch die Wüste wandern. Nach dem Putsch am 30. Juni 1989 wurde die Gruppe verboten und konnte sich erst durch die leichte Liberalisierung im Sudan 2005 neu gründen. Shaddad realisierte in der Folgezeit einige weitere Kurzfilme.
Nachdem das Arsenal – Institut für Film und Videokunst e.V.  seine frühen Filme 2018 restaurierte, wurden Jagdpartie, Jamal und Al Habil auf der Berlinale 2019 in der Sektion Forum Expanded gezeigt. 2019 hatte er einen Auftritt als er selbst in dem Dokumentarfilm Talking About Trees von Suhaib Gasmelbari.

## Filmografie
- 1964: Jagdpartie (Kurzfilm)
- 1981: Jamal (Kurzfilm)
- 1984: Al Habil (Kurzfilm)
- 1994: Insan (Kurzfilm)
- 2008: Zurga (Kurzfilm)
- 2015: Ba’r-meel (Kurzfilm)
- 2017: Fa’r (Kurzfilm)
- 2019: Alkursi al-almanni (Kurzfilm)